# Vacaria (futebolista)
Olávio Dorico Vieira, mais conhecido como Vacaria (Urussanga, 26 de janeiro de 1949 — Canoas, 30 de julho de 2016), foi um jogador de futebol e técnico brasileiro, que se destacou nos anos 1970 como lateral-esquerdo do Internacional.
Seu último trabalho foi em 2008 como treinador.

## Carreira
Começou sua carreira em 1965, aos 16 anos, no Glória de Vacaria. Em 1968, tornou-se profissional e transferiu-se para o 14 de Julho de Passo Fundo, pelo qual foi campeão da Série B gaúcha em 1968, e onde começou a chamar atenção por suas qualidades de marcador e pelo potente chute de canhota, especialmente em bolas paradas.
Nessa época, ganhou o apelido de "Vacaria", nome da cidade do nordeste do Rio Grande do Sul, onde havia iniciado sua carreira, no Grêmio Esportivo Glória.
Em 1970 foi para o Internacional de Porto Alegre, onde viveria seus melhores momentos como jogador. Mesmo fazendo parte do grupo campeão gaúcho de 1970 e 1971, não se firmou como titular, e foi emprestado ao Figueirense.
Foi campeão catarinense em [1972 e voltou ao Inter no ano seguinte, assumindo a titularidade da lateral esquerda e formando parte do grande time preparado por Dino Sani (1972-73) e montado por Rubens Minelli (1974-76).
Voltou a ser campeão gaúcho em 1973, 1974, 1975 e 1976 e foi bicampeão brasileiro em 1975 e 1976, ao lado de craques como Manga, Figueroa, Falcão, Carpegiani, Valdomiro e Lula.
Por motivo de lesão, Vacaria não jogou a final do Brasileirão de 1975, mas esteve presente em toda a campanha vitoriosa do Inter em 1976, até hoje o maior desempenho de um clube na história do Campeonato Brasileiro, com 19 vitórias em 23 jogos disputados.
Em 1977 foi contratado pelo Palmeiras e no ano seguinte chegou novamente à final do Brasileiro, perdendo o título para o Guarani.
Ao encerrar sua carreira de jogador, Vacaria passou a atuar como treinador de futebol, dirigindo principalmente clubes do interior do Rio Grande do Sul. Mas, como técnico, foi também campeão gaúcho da categoria júnior pelo Inter em 1988, treinou o Atlético Paranaense em 1993 e venceu o campeonato catarinense de 1998 pelo Criciúma. Ganhou duas vezes seguidas o título da segundona gaúcha, em 1999 pelo Avenida de Santa Cruz e em 2000 pelo Novo Hamburgo
Desde a virada do século, Vacaria passou a treinar apenas clubes pequenos (a Chapecoense ainda era desconhecida a nível nacional e não figurava entre os grandes de Santa Catarina quando treinou em 2006). Em janeiro de 2008 foi contratado pelo Sinop, que terminou o campeonato matogrossense em 12º lugar, entre 20 disputantes. Este foi seu último trabalho e estava sem atividade quando morreu em 30 de julho de 2016, por falência de múltiplos órgãos. Em 2013, havia sofrido um AVC e, em 2015, foi diagnosticado como portador de hepatite C.

## Títulos

### Como jogador
14 de julho
- Campeonato Gaúcho da Série B - 1968

Internacional
- Campeonato Gaúcho - 1970, 1971, 1973, 1974, 1975, 1976
- Campeonato Brasileiro - 1975, 1976

Figueirense
- Campeonato Catarinense - 1972

### Como treinador
Internacional
- Campeonato Gaúcho Júnior - 1988

Criciúma
- Campeonato Catarinense - 1998

Avenida
- Campeonato Gaúcho da Divisão de Acesso - 1999

Novo Hamburgo
- Campeonato Gaúcho da Divisão de Acesso - 2000

Porto Alegre
- Campeonato Gaúcho da Série B - 2003